# علیرضا روشن
علیرضا روشن (زادهٔ ۲۱ اسفند ۱۳۵۵ در تهران) شاعر و همچنین پیرو سلسله نعمت‌اللهی سلطان علیشاهی گنابادی است. او از همکاران سایت مجذوبان نور بود که اخبار متعلق به درویشان گنابادی را پوشش می‌داد.

## زندگی
علیرضا روشن زادهٔ تهران، از مادری مازندرانی و پدری شیرازی به دنیا آمد. اصالت پدری او از تفت در استان یزد است. پدر روشن در جوانی برای کار و زندگی به تهران رفت. به گفتهٔ روشن، پدرش در تهران در اتوبوس شهری دو طبقه، عاشق دختری مازندرانی شد که بعدها مادر وی شد. ۱۰ سال پس از ازدواج این بواناتی و آن مازندرانی، علیرضا روشن، در خیابان وحیدیهٔ محلهٔ پدر ثانی تهران به دنیا آمد.
علیرضا روشن، تا شهریور ۱۳۹۱ که به علت همکاری با وبگاه مجذوبان نور زندانی شد، مسئولیت سرویس کتاب روزنامهٔ شرق را نیز برعهده داشت. روشن با روزنامه‌های همشهری و فرهنگِ آشتی هم سابقهٔ همکاری داشت و دو مجموعه از اشعارش به زبان‌های فارسی و فرانسوی منتشر شد.
وی در سه زمینهٔ شعر، داستان‌نویسی و خبرنگاری فعالیت دارد.

## بازداشت
وی در شهریور سال ۱۳۹۱، به اتهام همکاری با وبگاه مجذوبان نور، همراه با ۱۵ تن دیگر از درویشان گنابادی بازداشت شد و در شعبهٔ ۲۶ دادگاه انقلاب تهران، به ریاست قاضی پیرعباسی، به یک سال حبس تعزیری محکوم شد و ‌علیرضا روشن را دو ماه در سلول انفرادی نگه داشتند و از او بازجویی کردند.
علیرضا روشن، شاعر و فعال حقوق دراویش گنابادی، در ۲۴ مهر ۱۳۹۲ پس از تحمل یک سال حبس در زندان اوین، آزاد شد.

### برندهٔ جایزهٔ بنیادی هنری در فرانسه
بنیاد آندره وردهٔ فرانسه (به فرانسوی: André Verdet)، در سال ۲۰۱۳ میلادی، جایزهٔ شعر مقاومت را به علیرضا روشن، که در آن زمان زندانی بود اهدا کرد تا از تلاش، پشتکار و خلاقیت او در آفرینش ادبی ستایش کرده باشد. نخستین مجموعهٔ شعر وی، با عنوان «تا تو چند شعر؟» به زبان فرانسوی ترجمه و منتشر شده‌است.
داوران ۹ خردادماه (۳۰ مهٔ ۲۰۱۳) او را برندهٔ جایزهٔ آندره ورده اعلام کردند.
وبگاه آندره ورده، به‌نقل از ژان-رستُم ناصر (به لاتین: Jean-Restom Nasser)، مترجم شعرهای علیرضا روشن، که خود وبلاگ‌نویس و عکاس است، نوشته‌است: 

 «ما علیرضا روشن را در اینترنت پیدا کردیم. او هیچگاه به انتشار شعرهایش فکر نکرده بود، مطالبی که روزانه بیش از سه هزار و پانصد دنبال‌کننده داشت، از پشتکار قوی وی در خلق محصولات ادبی حکایت می‌کرد.»
ژان-رستُم ناصر، مترجم این کتاب شعر به نمایندگی از سوی علیرضا روشن در مراسم اهدای جایزهٔ شعر مقاومت آندره ورده که در ۲۲ ژوئن ۲۰۱۳ برگزار شد، شرکت کرد.

## برای مطالعهٔ بیشتر
علیرضا روشن در شبکه اجتماعی کتاب (GoodReads)